# Optičko vlakno
Optičko vlakno ili svjetlovod je prozirna nit, najčešće izrađena od vrlo čistoga stakla ili polimernoga materijala, kroz koju se prenosi svjetlost. Primjenjuje se za prijenos svjetlosnih signala u telekomunikacijama i računalnim mrežama, prijenos svjetlosti i slike u znanosti (osjetnici), medicini (endoskopi), za dekoraciju (rasvjetna tijela) i drugo, te za prijenos svjetlosne energije u medicini i obradi materijala (takozvani laserski noževi). U telekomunikacijama i računalstvu svjetlovodom se signali obično prenose infracrvenim zrakama valnih duljina od 800 do 1 675 nm, pri čem se javljaju najmanji gubitci (optičke elektrokomunikacije). Takvi se svjetlovodi u osnovi sastoje od jezgre, katkad i omotača, te zaštitnoga sloja. Jezgra i omotač izrađuju se od stakla (staklena vlakna), polistirena ili pleksi-stakla (polimetakrilati). Kod debljih svjetlovoda (promjera jezgre od 50 μm do 1 mm) indeksi loma materijala se, postupno ili naglo, smanjuju od središta svjetlovoda (jezgra) prema rubu (omotač) i tako se svjetlost lomi, reflektira i usmjerava u smjeru osi svjetlovoda. Nedostatak je tih svjetlovoda to što zrake svjetlosti od izvora do odredišta prelaze različite putove, ne stižu istodobno i tako oslabljuju signale. Stoga se takvi svjetlovodi rabe na kratkim udaljenostima i za prijenos većih snaga. Vrlo tankim svjetlovodima (promjer jezgre manji od 10 μm, to jest manji od valne duljine svjetlosti), signali se prenose znatno pouzdanije, jer se u njima svjetlost ne reflektira i ne odstupa od osi, pa svi dijelovi pojedinoga signala stižu na cilj istodobno. Takvi se svjetlovodi najčešće koriste za prenošenje signala na udaljenosti veće od 200 metara, a nedostatak im je visoka cijena predajnika i prijamnika signala. Svjetlovod koji prenosi signale na vrlo velike udaljenosti (više od 80 kilometara) ima umetnute dijelove obogaćene primjesama erbija, koji omogućuju pojačavanje signala s pomoću lasera. Za mnoge primjene svjetlovodi se povezuju u svežnjeve ugrađene u zaštitne omotače (kabel).
Mogućnosti prenošenja informacija suvremenim svjetlovodom stotinama su puta veće od bilo kojih drugih sredstava, na primjer jednim se vlaknom na različitim frekvencijama i u serijskim paketima prenose desetci milijuna telefonskih razgovora istodobno, a mogu se prenositi i drugi elektronički oblikovani signali, na primjer televizijski programi, multimedijski internetski sadržaji (optoelektronika).

## Povijesni razvoj optičkih vlakana
Iako pojava prvih optičkih vlakna stupa na scenu u drugoj polovici 20.  stoljeća s pojavom lasera, ljudi su još prije nekoliko stotina godina imali ideje o prijenosu informacija putem svjetlosti. Godine 1790. francuski izumitelj Claude Chappe napravio je optički telegraf koji se sastojao od niza semafora postavljenih na tornjeve gdje su stajali ljudi i putem tih semafora odašiljali poruke od jednog tornja do drugog. Sredinom 19-tog stoljeća zamjenjuje električni telegraf. Alexander Graham Bell, 1880. patentira optički telefonski sustav i naziva ga photophone. Bell ima ideju o prijenosu signala pomoću svjetlosti kroz atmosferu kao u slučaju bakrene žice i električnog signala. Međutim stvar je bila neostvariva zbog raspršenja svjetlosti i nepouzdanosti. Njegovo ranije otkriće – telefon, bio je mnogo praktičnije rješenje tako da je photophone ostao samo eksperimentalni izum.
Otkrivanje dualne prirode svjetlosti, početkom 20. stoljeća, te nastankom prvih lasera šezdesetih godina dvadesetog stoljeća, povećala su se istraživanja u području optičkih vlakna jer se došlo do spoznaje da se optičkom komunikacijom može prenijeti znatno veća količina podataka u odnosu na radio i telefonsku komunikaciju. Prvi problem je bio što su prvi laseri napravljeni od jednog poluvodiča GaAs bili neučinkoviti. Nisu zadovoljavali u smislu raspršenja snage, pregrijavanja, kratkog vijeka trajanja svega nekoliko sati i velike potrošnje električne struje za ostvarenje laserske reakcije koja nije bila moguća na sobnoj temperaturi. Drugi problem je bio da lasersko svjetlo nije moglo putovati kroz slobodan prostor zbog raspršenja i potpunog gušenja. Zbog toga je za prijenos informacija putem svjetlosti na velike udaljenosti trebalo napraviti vodič sličan telefonskim linijama.
Problem takvog vodiča je bio što je svjetlost gubila do 99% svoje snage pri prolasku kroz optičko vlakno, ne duže od 100 metara. 1966. Charles Kao i George Hockham iz Telecomunications Laboratories u Engleskoj izjavili su da imaju na dohvat ruke vlakna puno veće prozirnosti od već postojećih. U njihovom članku, u kojem razrađuju tu ideju, prikazali su kako visoki gubici koji karakteriziraju postojeća optička vlakna teoretski nastaju zbog malih nečistoća unutar stakla, a ne zbog unutrašnjih ograničenja samoga stakla. Predvidjeli su da se gubici svjetlosti koja putuje vlaknom mogu drastično smanjiti s 1000 dB/km na manje od 20 dB/km. Članak Kao-Hockham inspirirao je veliki broj istraživača da počnu tražiti optička vlakna malih gubitaka. 1970. na Corning Glass Works su Donald Keck, Peter Schultz i Robert Maurer uspješno napravili prvo optičko vlakno dužine stotinu metara s niskim gubitcima, manje od 20 dB/km i kristalne čistoće kakvu su predložili Kao i Hockham. Kako je čistoća vlakna od metala bio glavni uvjet za smanjenje gubitaka, optička vlakna tako visokog stupnja prozirnosti nisu se mogla izrađivati uobičajenim metodama nego kemijskim putem realizacijom čistog silicijevog stakla SiO2 u svrhu korištenja u komercijalne svrhe izvan laboratorija. 
1985. na engleskom Sveučilištu u Southamptonu, fizičar S.B. Poole otkriva da dodavanjem male količine elementa erbija u staklo od kojeg se izrađuju optička vlakna moguće je napraviti pojačala koja imaju samo optičke elemente. Kratki, stakleni pramen dopiran erbijem ugrađen u optičko vlakno, kada primi energiju od vanjskog svjetlosnog izvora ponaša se kao laser, pojačavajući na takav način optički signal bez korištenja elektronike. Pooleove kolege u Southamptonu, David Payne, P.J. Mears i Emmanuel Desurvire iz Bell Labs-a počeli su primjenjivati otkriće na praktična pojačala signala u optičkim vlaknima. 1991. istraživači iz Bell Labs-a pokazali su da potpuno optički sistemi mogu imati 100 puta veći kapacitet od sistema s elektronskim pojačalima. U kratkom su roku europske i američke komunikacijske tvrtke postavile potpuno nove optičke kabele preko Atlantskog i Pacifičkog oceana, te ih pustili u rad 1996.